# Te Guste (lied)
Te Guste is een nummer van Dominicaans-Nederlandse zanger Rolf Sanchez. Het werd in oktober 2024 als single uitgebracht.

## Achtergrond
Op 15 oktober 2024 liet Sanchez een voorproefje van het nummer zien in een Instagram-reel. Vervolgens maakte hij kort daarna via zijn andere socialemediakanalen bekend dat het nummer op vrijdag 17 oktober 2024 officieel zou worden uitgebracht. Op 16 oktober primeurde hij het nummer in de 538 Middagshow met Frank Dane, net zoals bij 'Un Chance'.
Te Guste is geschreven door; Rolf Sanchez, Andy Clay, Joel Iglesias, Wendy Besada, Alex van der Zouwen, Adonis Zayas Vergel. Het is een Latin pop-nummer waarin in twee talen wordt gezongen; in het Spaans en in het Nederlands.